# عزقي
عزقي هي قرية لبنانية من قرى قضاء الضنية في محافظة الشمال.